# 1999 au Belize
Chronologie du Belize
- 1995
- 1996
- 1997
- 1998
- 1999
- 2000
- 2001
- 2002
- 2003

Cet article présente les faits marquants de l'année 1999 au Belize.

## Gouvernement
- Monarque : Élizabeth II
- Gouverneur général : Colville Young
- Premier ministre : Said Musa
- Ministre de l'Industrie et du Commerce : Jose Coye[1]
- Ministre du Tourisme : Mark Espat[1]
- Ministre de la Santé : Servulo Baeza[2]
- Ministre de la Sécurité Nationale : Jorge Espat (en)[3]
- Ministre du Développement économique : Ralph Fonseca (en)
- Ministre de l'Agriculture : Dan Silva (en)
- Juge en chef (en) : Manuel Sosa (en)[4]

## Évènements

### Non daté
- le Belize ratifie la Convention de Carthagène[5].

### Janvier
- 4 janvier : le Département de la pêche annonce la mise en place d'un nouveau système de licence et d'enregistrement pour tous les bateaux de pêche et les pêcheurs[6].
- 8 janvier : le gouvernement annonce lancer une enquête sur Ursula Barrow, ambassadrice du Belize au Royaume-Uni, pour détournement de fonds publics[4].
- 9-10 janvier : Opération Brimstone : une opération conjointe entre la police, les douanes et les services d'immigration permet d'arrêter 88 personnes dans le nord du pays (districts d'Orange Walk et Corozal)[7].
- 15 janvier : visite du Premier ministre taïwanais Vincent Siew (en)[8].
- 19 janvier : la population carcérale de la prison d'Hattieville (en) est de 758 détenus[9].
- 20 janvier : grâce à un financement européen de 50 000 €, plusieurs écoles touchées par l'ouragan Mitch seront remises en état[10].
- 26 janvier :
  - une nouvelle réglementation impactant les compagnies d'autobus est mise en place. Le but est de rendre le système de transports publics plus efficace et d'améliorer la sécurité publique. La couleur jaune est dorénavant réservée au transport des enfants pour les écoles[11].
  - bien que moins touché que les pays voisins par le passage de l'ouragan Mitch, l'Espagne permet au Belize de suspendre pour trois ans le paiement de sa dette[11].
- 27 janvier : Carlos Perdomo (en) est nommé président du St. John's College (en) . Il est le premier président laïc de l'établissement jésuite[12].
- 29 janvier : la Belize Defense Force fête ses 21 ans[13].

### Février
- 1er février : création de la National Emergency Management Organization (NEMO ; « Organisation nationale de gestion des urgences ») à la suite du passage de l'ouragan Mitch l'année précédente. Son but est de préparer le pays et intervenir en cas d'ouragans et d'inondations. Elle est gérée par le gouvernement[14].
- 7 février : la Belize Audubon Society (en) fête ses 30 ans[15].
- 9 février : le Premier ministre Said Musa est en visite diplomatique à Cuba pour passer des accords de coopération et d'échanges[16].
- 12 février : Opération Surprise : une descente de police à Belize City, visant le trafic de drogue, aboutit à l'arrestation de 23 personnes[17].
- 16 février : la Belize Audubon Society (en) récompense à titre posthume l'activiste Mopan (en) Julian Cho du prix James A. Waight[18].
- 18 février : destitution de Manuel Sosa : sa nomination au poste de juge en chef est considérée comme inconstitutionnelle[19],[20].
- 23 février :
  - Troadio Gonzalez est nommé juge en chef par intérim à la suite de la destitution de Manuel Sosa[21].
  - le ministère de la Santé lance une campagne pour détecter et contrôler la propagation de la leptospirose après plusieurs cas dans le district de Cayo[22].
- 26 février : après huit mois de fermeture pour des travaux de restauration et 860 000 dollars béliziens d'investis, le pont tournant de Belize City est ré-ouvert à la circulation[23].
- Fin février : un vol a lieu sur le site archéologique maya de la grotte de Che Chem Ha (en)[24].

### Mars
- 1er mars : les États-Unis certifie le Belize comme partenaire fiable dans la guerre contre la drogue[25].
- 6-9 mars : déroulement de La Ruta Maya (en)[26], marathon en canoë-kayak, le plus grand événement sportif du pays[27].
- 11 mars :
  - rencontre de Said Musa et le Président Bill Clinton lors d'un sommet à Antigua (Guatemala). De nouveaux accords sont passés pour lutter contre le trafic de drogue et l'immigration clandestine[28].
  - signature d'un contrat de 50 millions de dollars béliziens entre le gouvernement et l'entreprise Cisco Construction pour rénover un tronçon de 64 km de la Southern Highway[29].

### Avril
- 6-16 avril : visite d'un groupe de responsables de la Banque de développement des Caraïbes. Le groupe signe avec le Ministre du Développement économique Ralph Fonseca (en) un document de coopération et de financement de nouveaux projets pour une somme de 50 millions de dollars américains[30].
- 13 avril : pour endiguer les violences causées par des mineurs, le gouvernement impose un couvre-feu aux mineurs de 16 ans et moins dans les villes de Belize City et Dangriga[31],[32].
- 14 avril :
  - fermeture de l'école des sourds du Belize. Le ministère de l'Éducation retire son soutien financier et intégrera les élèves dans des programmes gouvernementaux d'éducation spécialisée existants au cours du mois prochain. Les raisons avancées sont : du personnel non qualifié, programmes non respectés, mauvaises gestion financière mais aussi plusieurs agressions sexuelles sur des élèves[33].
  - réouverture de l'école maternelle Pete Lizarraga du village de San Estevan (en), dans le district d'Orange Walk. Elle avait été fermée pour raison budgétaire quatre ans auparavant[34].
- 15-16 avril : le Premier ministre Said Musa participe au sommet des chefs de gouvernement de l’Association des États de la Caraïbe en République dominicaine. Les sujets débattus sont la coopération régionale lors de catastrophes naturelles et sur la création d'une zone touristique durable[35].
- 19 avril : la compagnie TACA Airlines suspend ses vols entre le Belize et Miami pour raison financière[36].
- 24-25 avril : déplacement du Premier ministre Said Musa dans le district de Toledo pour des consultations publiques[37].

### Mai
- x

### Juin
- 1er juin : lancement d'une hotline pour soutenir et renseigner les citoyens sur le SIDA par l'Alliance Against AIDS (« Alliance contre le SIDA »)[38].
- 11 juin : interdiction d'importer de la viande de volailles originaire d'Europe en raison de la crise de la dioxine[39].
- 19 juin : la compagnie TACA Airlines reprend ses vols entre le Belize et Miami[40].
- 21 juin : le gouvernement du Belize lance son propre site internet[41].
- 23 juin : Manuel Sosa prête serment en tant que juge de la Cour d'appel à Belmopan[42].

### Juillet
- 5 juillet : ouverture d'un centre de l'Alliance Against AIDS qui offrira de l'aide aux personnes touchées par le SIDA. Le Belize est le premier pays d'Amérique centrale pour le nombre de cas de sida par habitant[2].
- 17 juillet : Le Premier ministre et le Conseil national des Garifunas signent un protocole d'accord pour prendre en compte la protection des zones terrestres et maritimes habitées et utilisées par les Garifunas, la prévention de la discrimination et le développement de projets et programmes sociaux[43].
- 19 juillet : la nouvelle loi sur le port d'arme entre en vigueur[44].
- 23 juillet :
  - n'ayant toujours aucune piste sur l'enquête du tueur en série l'Éventreur du Belize (en), le gouvernement offre une récompense pour toute information sur l'affaire[45].
  - le Belize envoie trois athlètes participer aux Jeux panaméricains de 1999[46].

### Août
- 18 août : de fortes pluies frappent le nord du pays. Plusieurs villages du district de Corozal sont inondés et des familles sont évacuées[47].

### Septembre
- le gouvernement annonce la vente de ses actions dans la Belize Electricity Limited[48].
- à la fin du mois, la Cochenille de l'Hibiscus (Maconellicoccus hirsutus (en)) est officiellement détectée dans le pays. C'est une espèce invasive représentant un risque pour de nombreuses espèces de plantes tropicales et pour l'agriculture[49].
- 7 septembre : les écoles primaires sont insuffisantes à Belize City (classes trop chargées, professeurs en sous-effectifs) ; des enfants ne peuvent se rendre à l'école[50].

### Octobre
- 8 octobre : clôture de la vente des  actions du gouvernement de la Belize Electricity Limited. Plus de 90 % des parts sont achetées par deux filiales de la compagnie canadienne Fortis Inc.[48].
- 24 octobre : l'enquête sur Éventreur du Belize (en) n'avance pas. Après 13 mois et sept jeunes filles de 9 à 15 ans tuées, la police n'a toujours rien. Le pays n'ayant pas de police scientifique, les enquêteurs ont demandé l'aide du FBI, ce qui ralentit encore les recherches en raison de la distance[51].
- 26 octobre : opposition de la BACONGO, association regroupant différentes associations de conservation de l'environnement, au projet de barrage de Chalillo[52].

### Novembre
- 20 novembre : le Belize Arts Council récompense l'artiste musicien Robert Reneau du « Prix pour l'ensemble de ses réalisations » pour sa contribution à la culture bélizienne[53].

### Décembre
- 21 décembre : la Belize Electricity Limited rend public le rapport de faisabilité du barrage de Chalillo. La conclusion est que le projet est viable économiquement[54].

## Décès
- 31 janvier : Satchi Ponnambalam (en), ancien juge de la Cour suprême du Belize[55]
- 9 mars : George Singh (en), juge en chef[56]
- 29 ou 30 mai :  James A. Waight Sr., fondateur de la Belize Audubon Society (en)[57]